# Ingeborg Kuhler

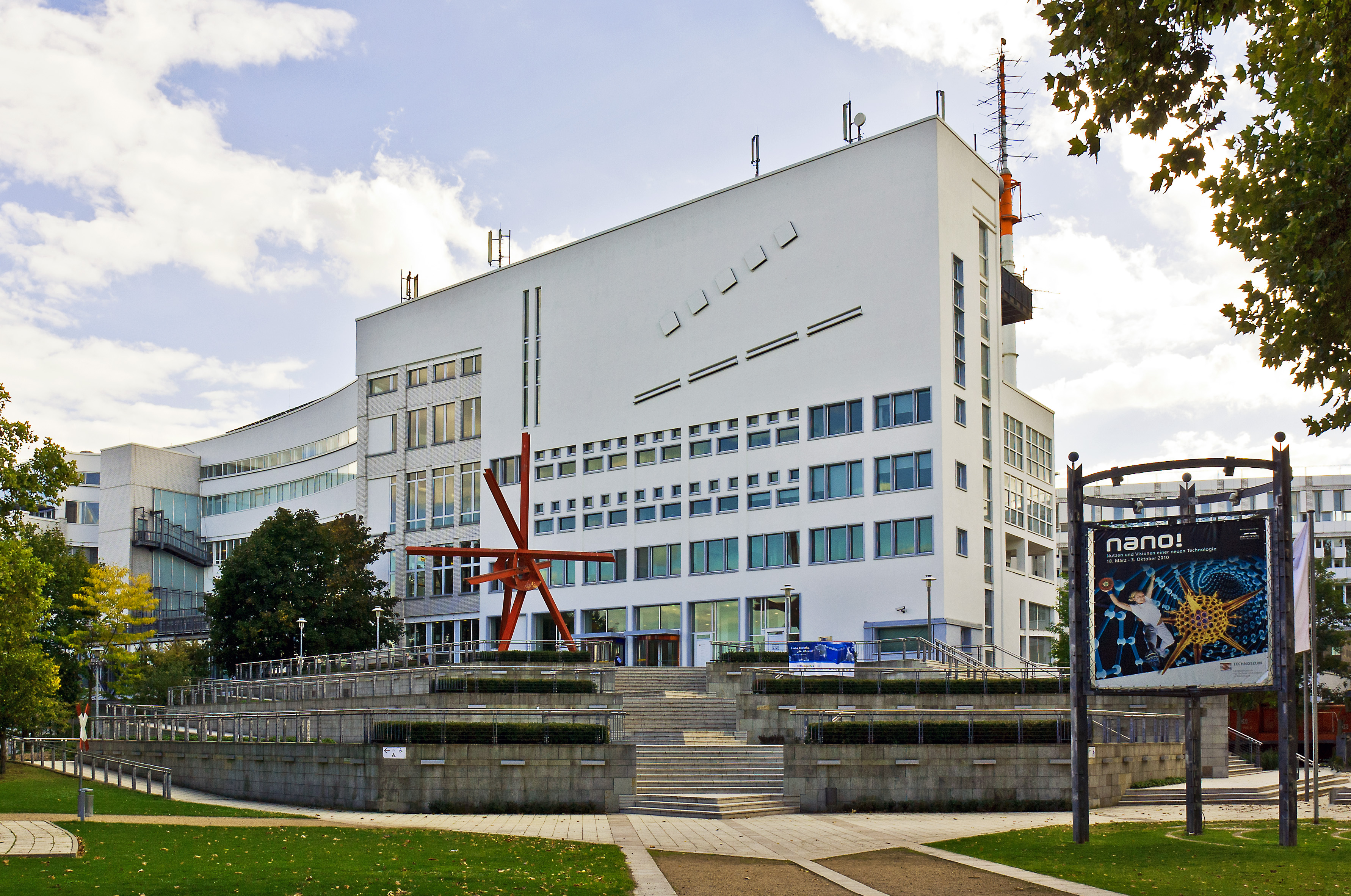
Technoseum, Ingeborg Kuhler

Ingeborg Kuhler (Dachau, 25 de mayo de 1943) es una arquitecta alemana, profesional independiente, docente, miembro y presidenta de junta consultiva de diseño de Salzburgo.

## Primeros años
Su proceso de formación académico fue amplio e incluyó estudios en la Escuela de Arte de Krefeld, durante los años 1964 y 1968, y posteriormente, entre 1974 y 1977, estudios de arquitectura en la Universidad Técnica de Berlín, reconocida como una de las universidades técnicas más antiguas de Alemania.

## Trayectoria profesional
Desde 1978, el año siguiente a su egreso, ha trabajado como profesional independiente; y desde el año 1984 hasta el 2007 inclusive, se desempeñó como docente de taller de Diseño Arquitectónico en la Universidad de Artes (UdK) Berlín (antigua Universidad de las Artes).
Entre sus trabajos se destacan también diversos proyectos y obras de diferentes escalas y destinadas a una amplia variedad de actividades.
También merece consideración su participación en concursos de arquitectura; en 1991, la arquitecta Ingeborg Kuhler participó con Wolfgang Strauss de un importante concurso, cuyas bases referían a una  propuesta para reconstruir Potsdamer y Leipziger Platz, actual centro de Berlín, después de la caída del muro. En el concurso participaron también otros estudios reconocidos a nivel mundial.
En 1992 recibió el Premio del Museo Europeo por su propuesta para el Museo Nacional de Tecnología Industrial. Ese premio fue otorgado por el Foro Museo Europeo (EMF) fundado en 1977. El Technoseum, ex Landesmuseum für Technik und Arbeit (Museo Nacional de Tecnología Industrial) se encuentra en el estado parlamentario de Baden-Württemberg, Mannheim y está destinado a muestras de objetos de precisión tales como relojes; así como a la exhibición del proceso de fabricación de papel;  el proceso de producción de tejidos; de energía,  especialmente de ingeniería eléctrica; de movilidad; de biónica; entre otras temáticas referidas a la tecnología industrial.
El proceso completo que comprendió el proyecto, la planificación de la obra y la construcción de Technoseum duró casi ocho años, desde 1982 hasta 1990, y fue resultado de un concurso que se llevó a cabo en el año 1982. La propuesta de la arquitecta Ingeborg Kuhler fue elegida entre las de otros participantes, en su mayoría hombres. La arquitecta Ingeborg Kuhler tenía  39 años entonces. En lo que al proyecto respecta, originalmente se planeó una segunda fase para el edificio, pero debido al aumento de los costos y las limitaciones financieras del presupuesto público, estos planes no se cumplieron. La propuesta fue cuestionada precisamente por su elevado costo.
En cuanto a la definición proyectual, el edificio de 200 metros de largo y seis pisos ofrece un recorrido visual de la industrialización del suroeste alemán, que pone en interacción el pasado y el presente. En el museo se presentan más de 100 exhibiciones interactivas que permiten a los visitantes un recorrido que articula las relaciones científicas y técnicas. El área de exposición cuenta con aproximadamente 9000 m², de los cuales 900 m² están destinados a exposiciones especiales.
Otra obra de una escala menor que fue proyectada por la arquitecta Ingeborg Kuhler entre 2000 y 2001 y finalizada en el año 2004, es la vivienda para un ensayista y una historiadora de la arquitectura en Kladow. Dicha vivienda se organiza en un volumen que se presenta paralelo a la calle, se dispone en un lote de 110 m de largo y 18 m de ancho. Una particularidad de esta obra es su relación contextual, ya que el lote cae al río Havel con una pendiente de 10 m. La particularidad de la propuesta es que la topografía natural se recrea en el interior de la casa y define de ese modo las condiciones de habitabilidad a partir de un suelo en movimiento. La casa se estructura a partir de un volumen en forma de L,  que cuenta con dos plantas y un sótano. En la parte más baja se encuentran los espacios de trabajo, que se expresan cerrados al exterior; la parte alta, en cambio cuenta con grandes aberturas al sur, y es allí donde se alojan las salas de estar y los dormitorios. La fachada está materializada en madera, y en cuanto a la interioridad, un espacio de estar y biblioteca conecta todos los niveles.

## Reconocimientos
En el año 1986 recibió el Premio de Artes de Berlín Jubiläumsstiftung 1848/1948,  en la categoría arquitectura, que otorga la academia de Artes desde 1956, y que es concedido anualmente cada 18 de marzo por el Alcalde Gobernador de Berlín, junto con el presidente de la Academia de las Artes. Es la primera mujer que recibe el reconocimiento, aunque posteriormente otras lo obtuvieron; entre ellas Tatiana Bilbao, Lucia Cano, Elisabeth Lesche.
Fue miembro y presidenta de la junta consultiva de diseño de la ciudad de Salzburgo entre el periodo comprendido entre los años 1994 y 1997.
Desde 2014 es miembro de la Academia Libre de Arte Rhein-Neckar,  que es conocida por ser un espacio donde casi no hay participación de mujeres.
Parte de sus archivos se encuentran en el International Archive of Women in Architecture, en la Universidad de Virginia Tech.